# Каратау-голь
Карата́у-голь (укр. Каратау-голь, крымскотат. Qaratav gölü, Къаратав голю) — озеро на западе горного массива Караби-яйла на территории Алуштинского горсовета. Площадь — 0,02 км². Тип общей минерализации — пресное. Происхождение — карстовое. Группа гидрологического режима — бессточное.

## География
Входит в Группу озёр на яйлах. Длина — 0,11 км. Ширина макс — 0,65 км, площадь водосбора — 0,32 км². Длина береговой линии — км. Высота над уровнем моря: 1210 м. Ближайший населённый пункт — село Генеральское, расположенное южнее озера.
Озеро Каратау-голь расположено вблизи северного склона горы Каратау, которая является ботаническим памятником природы общегосударственного значения с общей площадью 100 га.